# Maraaya
I Maraaya sono un duo musicale sloveno formato nel 2014 a Lubiana e composto da Marjetka Vovk e Aleš "Raay" Vovk, moglie e marito. Il gruppo ha rappresentato la Slovenia all'Eurovision Song Contest 2015 con il brano Here for You.

## Storia
Raay (Aleš Vovk) nasce il 7 luglio del 1984. Oltre ad essere cantante, è anche autore di canzoni e produttore musicale. Ha scritto la canzone Round and Round di Tinkara Kovač, presentata all'Eurovision Song Contest 2014. Inoltre, è stato giurato al "Misija Eurovizija 2012". Ha collaborato, insieme alla moglie, alla scrittura del brano Nisi sam (Your Light) cantato da Ula Ložar in occasione del Junior Eurovision Song Contest 2014.
Marjetka Vovk (nata Jurkovnik) nasce il 19 luglio 1984 e studia all'Accademia della musica di Lubiana e successivamente ha lavorato come cantante di studio per vari artisti. Insieme al marito, gestisce una scuola dove insegna. Ha collaborato, insieme a Aleš, alla scrittura del brano Nisi sam (Your Light) cantato da Ula Ložar in occasione del Junior Eurovision Song Contest 2014.
Il gruppo nasce nel 2014, ma già dal 2005 al 2009 i due componenti cantano insieme nella band Turbo Angels e nel 2010 nella TAngels. Nell'aprile del 2014 il duo pubblica il singolo Lovin' Me in Slovenia, Italia, Belgio, Polonia, Germania, Austria, Svizzera e Spagna e venendo inserita in alcune compilation dei vari paesi.
Nel novembre collaborano al brano Rain in Your Eyes di LukeAT. Nel 2015 partecipano all'EMA 2015, vincendolo e venendo scelti per rappresentare la Slovenia all'edizione di quell'anno dell'Eurovision Song Contest.. Il brano da loro presentato al concorso, Here for You, è stato anche presentato in un video con l'accompagnamento del coro sloveno a cappella Perpetuum Jazzile.
Hanno due figli.

## Formazione
- Marjetka Vovk
- Raay

## Discografia

### Singoli
- 2014 - Lovin' Me
- 2014 - Rain in Your Eyes
- 2015 - Here for You
- 2015 - Living Again